# Ramón Gómez de la Serna
Ramón Gómez de la Serna (ur. 3 lipca 1888 w Madrycie, zm. 13 stycznia 1963 w Buenos Aires) – pisarz hiszpański, jeden z ważniejszych przedstawicieli hiszpańskiej awangardy i prekursor (obok Salvadora Dalí) surrealizmu.

## Charakterystyka twórczości
Najbardziej znany z twórczości aforystycznej. Swoim aforyzmom nadał własną nazwę. Jego gregueria to aforyzm pełen humoru, zaskakującej gry słów, zabawnych skojarzeń i przenośni. Gómez de la Serna był również autorem powieści, w których zachował swój specyficzny aforystyczny język. W swoich powieściach często odwołuje się do sfery podświadomości okazując człowieka jako surrealistyczną marionetkę miotaną wewnętrznymi i zewnętrznymi bodźcami. Napisał także wiele biografii znanych malarzy i poetów. Uprawiał również inne gatunki literackie. W sumie był autorem ponad 100 książek, a oprócz tego, dużej liczby artykułów w pismach europejskich i południowoamerykańskich.

## Życiorys
Gómez de la Serna miał wykształcenie prawnicze, lecz nigdy nie podjął praktyki prawniczej poświęcając się bez reszty literaturze. Zadebiutował już jako szesnastolatek esejem "Entrando en fuego. Santas inquietudes de un colegial". Siedem lat później opublikowana została jego pierwsza powieść "El ruso".
W roku 1931 wyemigrował do Argentyny, gdzie osiadł w Buenos Aires. Zaczął wydawać tam pismo literackie "Prometeo". Mimo iż Gómez de la Serna był całkowicie apolityczny, wydarzenia najbliższych lat — wojna domowa w Hiszpanii i późniejsza dyktatura generała Franco — spowodowały, że nigdy już nie powrócił do ojczystej Hiszpanii. Mimo to i tu dosięgły go zawirowania polityczne i społeczne po upadku Peróna.

## Wybrane utwory

### Aforyzmy
- Greguerias (1917)
- Flor de greguerías (1933)
- Total de greguerías (1955)

Wydanie polskie
Myśli rozbrykane, PIW 1979 – wybór aforyzmów

### Powieści
- El ruso (1913)
- El doctor inverosímil (1921) – Niesamowity lekarz (1932)
- El Chalet de las rosas (1922) – Willa róż
- El torero Caracho (1926) – Toreador Caracho
- Some Greguerías (tr. 1944)
- Antología (1955)
- Obras completas (1956)

### Książki biograficzne
- Goya (1928)
- Azorín (1923) (o pisarzu i poecie hiszpańskim, który właściwie nazywał się José Augusto Trinidad Martínez Ruíz)
- El Greco (1935)
- Velázquez (1939)
- Don Ramón del' Valle-Inclán (1945) (Ramón María del Valle-Inclán – poeta hiszpański)
- Edgar A. Poe (1953)
- Mi tía Carolina Coronado (XIX-wieczna pisarka hiszpańska)
- Solana (o José Gutiérrezie Solanie – hiszpańskim malarzu ekspresjoniście)
- Quevedo
- Lope viviente (biografia Lope de Vegi)
- Dali (biografia Salvadora Dalí)